# Джон Дуглас Кокрофт
Сер Джон Дуглас Кокрофт (англ. Sir John Douglas Cockcroft; 27 травня 1897 — 18 вересня 1967) — англійський фізик, лауреат Нобелівської премії з фізики за 1951 «за дослідницьку роботу з перетворення атомних ядер за допомогою штучно прискорених атомних часток», спільно з Ернестом Уолтоном.
Кокрофт був старшим сином власника млина. Здобув освіту в граматичній школі Тодмордена (1909–1914).
Вивчав математику в Манчестерському університеті (1914–1915) і Манчестерському технологічному коледжі (1919–1920).
Під час першої світової війни служив сигнальником в артилерійських військах Британії (1915–1918).
1924 року отримує докторський ступінь з математики і починає дослідницьку роботу в Кавендішської лабораторії під керівництвом Ернеста Резерфорда.
1929 року стає членом Коледжу Св. Джона в Кембріджському університеті.
Перший час Кокрофт працює разом з Петром Капіцею над створенням сильних магнітних полів.
Починаючи з 1928 року працює спільно з Ернестом Волтоном над прискоренням протонів.
У 1932 р. вони бомбардують літій пучком високоенергетичних протонів і перетворюють його в гелій та інші хімічні елементи.
Це було перше у світі успішне штучне перетворення (трансмутація) хімічних елементів (практично одночасно такий же експеримент вперше в СРСР було проведено в ХФТІ).
З початком Другої світової війни Кокрофт займає пост заступника директора наукових досліджень у міністерстві тилу і працює над радаром.
1944 року його приписують до канадського проекту з атомної енергії і він стає директором лабораторії Chalk River.
У 1946 р. Кокрофт повертається до Британії щоб заснувати в Харвелл установа з досліджень атомної енергії (AERE), яке веде британську атомну програму.
Призначений першим директором AERE.
Після відходу з поста директора продовжує брати участь в атомній програмі.
1944 року посвячений у командори британської імперії, став лицарем в 1948 р. і присвячений в лицарі-командори Бані в 1953 р.
1951 року удостоєний Нобелівської премії з фізики спільно з Ернстом Уолтоном за дослідження по трансмутації атомних ядер.
1959 року стає першим майстром Коледжу Черчілля в Кембриджському Університеті.
Був президентом Британського Інституту Фізики, Фізичного суспільства і Британської асоціації сприяння науці.
Кокрофт служив канцлером Австралійського національного університету з 1961 по 1965 рр..
1925 року Кокрофт одружився з Елізабет Крабтрі. У них народилося чотири дочки і два сина.
На честь Кокрофта названо будівлю в Кембриджському університеті, що містить лекційний зал і кілька лабораторій.
Також саме стара будівля у Дослідницькій школі фізичних наук і конструювання Австралійського національного університету названо на його честь.
У 2006 році у Великій Британії був відкритий інститут Кокрофта. В інституті ведуться дослідженням в області прискорювальної фізики і прискорювальних технологій.